# خیابان شپرد
خیابان شپرد (انگلیسی: Sheppard Avenue) یک راه شریانی و خیابان اصلی در شهر تورنتو کاناداست. جهت این خیابانِ دوطرفه، شرقی-غربی است و در بخش شرقی خود دو شاخهٔ مجزا دارد: یکی از آن‌ها به صورت یک خیابان جمع‌آورنده (collector road) عمل می‌کند و از طریق یک خروجی انشعابی، به پیکرینگ منتهی می‌شود و دیگری به سمت جنوب و خیابان گینگزتن می‌رود. برای جلوگیری از تشابه اسمی و سردرگمی، شاخهٔ شمالی را به «توئین ریورز درایو» تغییر نام داده‌اند.
بخشی از خیابان شپرد که در تورنتو واقع است ۳۴/۲ کیلومتر و بخش‌های پیکرینگ و توئین ریورز درایو در حدود ۵/۴ کیلومتر است.
این خیابان، نام خود را از «جوزف شپرد اول» می‌گیرد که ۴۰۰ هکتار از زمین‌های ضلع آن را در شمال‌غربی خیابان یانگ خریداری کرده بود.
خطوط اتوبوس‌رانی زیر در طول این خیابان و از ایستگاه متروی شپرد تردد می‌کنند:
- خط ۸۴ شپرد غربی (از سال ۱۹۷۴ تا کنون)
- خط ۸۵ شپرد شرقی (از سال ۱۹۶۳ تا کنون)
- خط ۳۸۴ بلو نایت نت‌ورک غربی (از سال ۲۰۱۵ تا کنون)
- خط ۳۸۵ بلو نایت نت‌ورک شرقی (از سال ۲۰۰۵ تا کنون)

همچنین «خط ۱۹۰ سریع‌السیر» از ایستگاه دان‌میلز به اسکاربرو سنتر می‌رود.
باغ‌وحش تورنتو در انتهای شرقی این خیابان واقع شده‌است.